# Le Pélégrin
Pour les articles homonymes, voir Pélégrin.
Albums de Tri Yann
La Tradition symphonique 30 ans au Zénith
Le Pélégrin est le onzième album du groupe Tri Yann sorti le 16 janvier 2001. C'est le premier album studio du groupe à paraître depuis Portraits sorti en 1995.

## Conception
Cet album retrace le voyage d'un pèlerin à travers les pays celtes, de l'Écosse à Saint-Jacques de Compostelle. Les chansons sont presque toutes des compositions du groupe. On y trouve également une voix féminine en la personne de Bleunwenn (sœur de Konan Mevel) qui, en 2000, remplaçait sur scène Jean-Paul Corbineau, malade. 2001, ce sont aussi les 30 ans du groupe.

## Titres
| No  | Titre                   | Durée |
| --- | ----------------------- | ----- |
| 1.  | I Rim Bo Ro             | 3:34  |
| 2.  | Je m'en vas             | 4:07  |
| 3.  | Le Chasseur de temps    | 3:58  |
| 4.  | Keenan's Pub            | 4:29  |
| 5.  | Les Filles d'Irlande    | 3:33  |
| 6.  | La Geste de Sarajevo    | 4:49  |
| 7.  | Korantenig              | 4:37  |
| 8.  | Fransozig               | 3:42  |
| 9.  | Maiawela                | 2:20  |
| 10. | Buvons vin de Clisson   | 1:29  |
| 11. | Gwerz Porsal            | 4:57  |
| 12. | L'ULM Merveilleux       | 3:09  |
| 13. | De nivôse en frimaire   | 5:41  |
| 14. | À matine à la télé      | 3:47  |
| 15. | Kas abahr en Okitania   | 4:43  |
| 16. | Dansons la listériole   | 3:30  |
| 17. | L'Arrivée à Compostelle | 3:52  |

## Musiciens
- Jean Chocun (Mestre Mandoliniste-comptable) : chant, mandoline, banjo
- Jean-Paul Corbineau (Mestre Chanteur) : chant
- Jean-Louis Jossic (Mestre Talabarder) : chant, cromorne, bombarde, chalémie, psaltérion
- Gérard Goron (Mestre Tambourineur) : chant, batterie, percussions, mandoloncelle, dulcimer
- Jean-Luc Chevalier (Mestre Guiterniste) : guitares électrique et acoustique, basse
- Konan Mevel (Mestre Soner) : chant, cornemuses, veuze, sourdeline, flûtes, percussions
- Freddy Bourgeois (Mestre Organiste) : chant, piano, claviers
- Christophe Peloil (Mestre Cordier) : chant, violon, alto, mandoloncelle, basse fretless

avec la participation de :
- Bleunwenn Mevel : chant
- Boniface Dagry : congas, djembe
- Gurvan Mevel : caisse claire écossaise
- Rémy Pallier : flûtes baroques
- Maud Caron, Pierrick Lemou, Etienne Tabourier, Christophe Peloil : Quatuor à cordes Troellenn